# I Believe in Father Christmas
I Believe in Father Christmas ist ein Weihnachtslied des britischen Rocksängers Greg Lake aus dem Jahr 1975. Es wurde von ihm gemeinsam mit Peter Sinfield geschrieben und gehört zu den bekanntesten und erfolgreichsten Weihnachtsliedern aus Großbritannien – und ist eine der wenigen erfolgreichen Progressive-Rock-Singles mit Weihnachtsbezug.

## Hintergrund und Veröffentlichung
Die Musik und der Text zu I Believe in Father Christmas stammen von Greg Lake und Peter Sinfield. Lake und Sinfield hatten bis zu Lakes Ausstieg 1970 in der Band King Crimson zusammen gespielt und Sinfield war auch Texter bei mehreren frühen Songs von Lakes späterer Band Emerson, Lake and Palmer. Die Single wurde von Manticore Records 1975 veröffentlicht; die B-Seite war Humbug, ebenfalls von diesem Autorenduo.
1. I Believe in Father Christmas – 3:31
2. Humbug – 2:25

Das Weihnachtslied war der erste Song, den Greg Lake als Solomusiker veröffentlichte. Anlass war die Planung des Albums Works Volume I von Emerson, Lake and Palmer, für das die Bandmitglieder an Solostücken arbeiteten. Lake entwickelte zunächst das charakteristische Gitarrenriff, jedoch erinnern er und Texter Sinfield sich unterschiedlich, wer als erster die Idee hatte, daraus ein Weihnachtslied zu machen. Den Einfall, zwischen die Strophen eine weihnachtlich klingende Prokofjew-Melodie einzubauen, kam von Keith Emerson.
Das Stück erschien in einer etwas anderen Version 1977 als Aufnahme von Emerson, Lake and Palmer auf dem Bandalbum Works Volume II.

## Inhalt

### Musik
I Believe in Father Christmas ist ein Progressive-Rock-Song in D-Dur und im 4⁄4-Takt, der in englischer Sprache verfasst ist. Die musikalische Begleitung besteht in der Originalversion aus einer akustischen Gitarre. Greg Lake griff auf Anregung von Keith Emerson zudem auf den vierten Satz der Filmmusik des Leutnant Kishe von Sergei Prokofjew zurück, der als Instrumental zwischen den Strophen eingespielt wurde.
Für die Albumversion dirigierte Godfrey Salmon die Orchesterbegleitung und einen dreißigköpfigen Hintergrundchor. Die Aufnahme stammt aus dem August 1975.

### Text

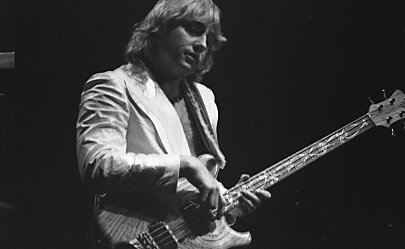
Greg Lake (1978)

Der Text ist aus drei Strophen mit je acht Zeilen ohne Refrain aufgebaut. Die jeweils ersten beiden Zeilen jeder Strophe bauen jedoch durch ihren gleichartigen Aufbau und gleiche Zeilenanfänge (They said, they sold, I wish) eine gewisse Regelmäßigkeit auf. Formal wird ein Reimschema mit Waisen genutzt, bei dem nur jede zweite Zeile mit einem Reim endet (xaxaxbxb xcxcxdxd …). Die reimlosen Zeilen enden überdurchschnittlich oft auf das Wort Christmas.
Ein Spannungsverhältnis entsteht zwischen Melodie und Text: Während die musikalische Grundstimmung, abgesehen von der Prokofjew-Einlage, eher die einer „zarten, akustischen Folk-Ballade“ ist, beschreibt der Text – je nach Lesart – den Verlust des kindlich-unschuldigen Weihnachtsglaubens, der christlichen Religion als Ganzes oder des „wahren“ Sinns von Weihnachten. Als dritte Ebene kommt noch das Musikvideo hinzu, das mit Kriegsszenen aus dem Vietnamkrieg und/oder dem Sechstagekrieg endet.
Die ersten beiden Strophen richten sich inhaltlich in die Vergangenheit und geben Erinnerungen an die Kindheit wieder. Die dritte Strophe blickt hingegen teilweise in die Zukunft. So beklagt ein lyrisches Ich in der ersten Strophe enttäuscht, man habe ihm weiße Weihnachten und Friede auf Erden versprochen, stattdessen würde es regnen – und zwar „einen Tränenschleier für die Jungfrauengeburt“.

„They said there'll be snow at Christmas

They said there'll be peace on Earth

But instead it just kept on raining

A veil of tears for the Virgin birth“

Hinzu kommt eine eher klischeehafte Beschreibung eines Weihnachtsmorgens: mit Glockenklang und Chorgesang, weihnachtlichen Düften und Lametta.
In der zweiten Strophe heißt es seitens des fiktiven Sprechers noch tiefer desillusioniert, man habe ihm ein Märchen erzählt, bis er an Jesus („the Israelite“) geglaubt habe. Auch an den in Großbritannien als weihnachtlichen Geschenkebringer bekannten Father Christmas habe er geglaubt, bis er eines frühen Morgens hinter dessen Maske geschaut habe. Es scheint hier außerdem Konsumkritik durch, denn es heißt in der Folge nicht mehr „they told me“ wie in der ersten Strophe, sondern „they sold me“ (sie verkauften mir).

„They sold me a dream of Christmas

They sold me a Silent Night“

Die letzte Strophe schließlich enthält trotz aller Enttäuschung vorsichtige Wünsche für die Zukunft: ein „hoffnungsvolles“ Weihnachten und ein „mutiges“ (oder vortreffliches, wackeres) neues Jahr – nicht ohne negative Gefühle zu erwähnen. Hierbei haben zwei Zeilen beinahe die Form eines Segenswunsches, übersetzt etwa: „[Möge] aller Schmerz, alle Seelenqual und Traurigkeit dein Herz verlassen und der Weg vor dir frei sein“.

“I wish you a hopeful Christmas

I wish you a brave New Year

All anguish pain and sadness

Leave your heart and let your road be clear”

Nach einer Wiederholung der zwei Eingangszeilen mündet die letzte Strophe schließlich in ein hymnisches „Halleluja“ – gleichwohl nochmals zynisch -nüchtern abgeschlossen mit „ob Himmel oder Hölle, wir bekommen das Weihnachten, das wir verdienen.“

„Hallelujah Noel be it Heaven or Hell

The Christmas we get we deserve“

Peter Sinfield erinnert sich an die Genese des Textes wie folgt:

“Some of it was based on an actual thing in my life when I was eight-years-old, and came downstairs to see this wonderful Christmas tree that my mother had done. I was that little boy. Then it goes from there into a wider thing about how people are brainwashed into stuff. Then I thought, ‘This is getting a bit depressing. I’d better have a hopeful, cheerful verse at the end.’ That’s the bit where me and Greg would’ve sat together and done it. And then I twisted the whole thing with the last line, “The Christmas you get, you deserve”, which was a play on “The government you get, you deserve”.”

„Einiges davon basierte auf einer wahren Begebenheit in meinem Leben: ich war acht Jahre alt und kam die Treppe hinunter, um diesen wunderbaren Weihnachtsbaum zu sehen, den meine Mutter geschmückt hatte. Ich war dieser kleine Junge. Dann ging es von da aus in einen größeren Zusammenhang – wie die Menschen einer Gehirnwäsche unterzogen werden. Dann dachte ich: ‚Das wird ein bisschen deprimierend, ich sollte lieber eine hoffnungsvolle, fröhliche Strophe am Ende haben.‘ Das ist die Stelle, an der Greg und ich uns zusammengesetzt haben und das gemacht haben. Und dann habe ich das Ganze mit der letzten Zeile noch mal gedreht, ‚Du bekommst das Weihnachten, das du verdienst‘, eine Anspielung auf ‚Du bekommst die Regierung, die du verdienst‘.“

### Video
Der Tourmanager der Band, Andrew Lane, organisierte auch das Videoshooting. Er kannte Israel aus dem Sechstagekrieg und schlug – seiner Erinnerung nach – das Land als Drehort für das Video vor, weil es „ein relevanter Ort für den Song“ zu sein schien. Gedreht wurde mit 16-mm-Filmmaterial unter anderem in den Höhlen von Qumran, die Kriegsszenen waren Greg Lake zufolge kostenloses Archivmaterial.
Das Video beginnt mit einer ruhigen Naheinstellung auf die Hände von Greg Lake, der das Intro spielt. Mit Einsetzen der ersten Strophe wird frontal auf sein Gesicht geschnitten; in der zweiten Hälfte der Strophe zoomt die Kamera heraus, so dass eine Wüstenlandschaft mit Beduinen sichtbar wird. Eingerahmt wird die Szene von Kamelen und Palmen im Hintergrund.
Der nächste Schnitt erfolgt mit dem Prokofjew-Zwischenspiel: Vor einem Sonnenauf- oder -untergang in der Wüste führt ein Beduine eine Reihe von Kamelen hintereinander am Horizont, vielleicht auf einer Düne, hinter Palmen entlang. In der zweiten Strophe scheint sich die Einstellung auf das Gesicht von Greg Lake zu wiederholen, die Kamera bleibt fast die ganze Strophe auf sein Gesicht gerichtet. Mit den letzten Zeilen der Strophe wird weich überblendet auf einen Greg Lake, der stehend die Gitarre vor einer Felsenhöhle spielt, und aus dieser Szene schnell herausgezoomt, so dass die Höhlenlandschaft als Totale sichtbar wird.
Das zweite Prokofjew-Zwischenspiel wird mit Lakes Händen an der Gitarre und seinem Gesicht im Wechsel illustriert. In der letzten Strophe kommt die Aufnahme eines Feuers ins Spiel: Zunächst wird über die Flammen hinweg mit dem Übergang zur letzten Strophe auf Lakes Gesicht überblendet, diesmal vor schwarzem Hintergrund. Mit den Textzeilen „be it heaven or hell“ erscheinen vor dem Gesicht nochmals die Flammen. Das Finale – mit dem dritten Projofjew-Zwischenspiel – bilden verschiedene, zügig überblendete Kriegsszenen in Schwarz-Weiß und Farbe, die in einem mehrfachen Schnitt-Gegenschnitt zwischen einem israelischen Soldaten und einem Jungen münden, die aufeinander zulaufen und sich in die Arme fallen. Die Kamera nimmt zum Schluss eine tiefe Position ein und schwenkt hoch zu den beiden und ins Gegenlicht der hellen Sonne.

## Resonanz

### Rezeption
Der Musikjournalist Garry Mulholland, der die Entstehung des Songs mit seinen Protagonisten für das Magazin Uncut rekonstruierte, beschrieb 2011 die ambivalenten Gefühle, die er als Kind gegenüber I Believe in Father Christmas hatte: Keine Partystimmung wie bei Slades Merry Xmas Everybody von 1973, musikalisch eine Ballade im Stil von White Christmas, eine subversive politische Dimension im Text, und dann doch dazwischen das orchestrale Motiv, das doch wieder an „Santa mit Rentieren in Lappland“ erinnerte – war Weihnachten jetzt großartig oder eine „seelenlose Mogelpackung“?
Ben Lawrence erinnerte sich 2021 für den britischen Telegraph an den „herrlich surrealen Moment Mitte der Siebziger“, an dem Progressive Rock auf Prokofjew gestoßen sei. Im Rückblick wirke der Song wie die Revanche an der „kommerziellen Theatralik“ von Slade und Wizzard, und Greg Lakes klagende Warnung „The christmas you get you deserve“ hätte bei jedem Kind konsumistische Schuldgefühle auslösen können, während es am Weihnachtsmorgen seinen View-Master auspackte.
Vielfach wurde I Believe in Father Christmas als „atheistisches“ Lied charakterisiert, was Textautor Peter Sinfield nicht so sah, der es eher als „humanistisch“ verstand.
Der Buchautor Pete Tomsett bezeichnete es noch 2021 als „subtiles und kluges Lied“, das als Gegenmittel gegen die „ansonsten nichtssagende saisonale Kost“ wirke. Allerdings ginge die Botschaft des Stücks wohl beim beiläufigen Hören (auch als Kaufhausmusik …) eher unter.

### Chartplatzierungen
I Believe in Father Christmas stieg am 6. Dezember 1975 in die britischen Singlecharts ein und kletterte bis auf den Platz 2; Bohemian Rhapsody von Queen hatte seit dem 23. November Platz 1 der Charts eingenommen.

“I've got beaten to No. 1 by one of the greatest records ever. I would’ve been pissed off if I'd been beaten by Cliff …”

„Ich wurde von einer der größten Platten aller Zeiten um Platz 1 gebracht. Ich wäre stinksauer gewesen, wenn ich von Cliff geschlagen worden wäre …“

Insgesamt war das Lied 21 Wochen in den britischen Charts vertreten. In den US-amerikanischen Billboard-Charts wurde es ab dem 20. Dezember 1975 für drei Wochen verzeichnet, die Höchstplatzierung war der Platz 95. In Großbritannien blieb das Weihnachtslied der einzige Chart-Hit des Sängers; in den Vereinigten Staaten konnte er mit C'est La Vie im September 1977 und mit Let Me Love You Once im November 1981 zwei weitere Titel in die Billboard-Charts bringen.
| Periode   | Höchstplatzierung, GesamtwochenChartplatzierungen (Periode, Platzierungen, Wochen) | Höchstplatzierung, GesamtwochenChartplatzierungen (Periode, Platzierungen, Wochen) |
| Periode   | UK                                                                                 | US                                                                                 |
| --------- | ---------------------------------------------------------------------------------- | ---------------------------------------------------------------------------------- |
| 1975/76   | UK2 (7 Wo.)UK                                                                      | US95 (3 Wo.)US                                                                     |
|           |                                                                                    |                                                                                    |
|           |                                                                                    |                                                                                    |
| 1982/83   | UK72 (3 Wo.)UK                                                                     | —                                                                                  |
| 1983/84   | UK65 (4 Wo.)UK                                                                     | —                                                                                  |
| 1984/85   | UK84 (1 Wo.)UK                                                                     | —                                                                                  |
|           |                                                                                    |                                                                                    |
|           |                                                                                    |                                                                                    |
| 1986/87   | UK98 (1 Wo.)UK                                                                     | —                                                                                  |
|           |                                                                                    |                                                                                    |
|           |                                                                                    |                                                                                    |
| 2014/15   | UK86 (1 Wo.)UK                                                                     | —                                                                                  |
|           |                                                                                    |                                                                                    |
|           |                                                                                    |                                                                                    |
| 2016/17   | UK79 (1 Wo.)UK                                                                     | —                                                                                  |
|           |                                                                                    |                                                                                    |
|           |                                                                                    |                                                                                    |
| 2018/19   | UK59 (1 Wo.)UK                                                                     | —                                                                                  |
|           |                                                                                    |                                                                                    |
|           |                                                                                    |                                                                                    |
| 2021/22   | UK83 (2 Wo.)UK                                                                     | —                                                                                  |
| 2022/23   | UK95 (1 Wo.)UK                                                                     | —                                                                                  |
| Insgesamt | UK2 (22 Wo.)UK                                                                     | US95 (3 Wo.)US                                                                     |

### Coverversionen
I Believe in Father Christmas wurde als beliebtes Weihnachtslied sowohl in der Version von Greg Lake wie auch von Emerson, Lake and Palmer auf zahlreichen Weihnachtskompilationen veröffentlicht und zudem von verschiedenen Künstlern gecovert.
Die meisten Interpretationen orientieren sich dabei musikalisch nah am Originaltitel, wobei es auch einzelne Umsetzungen als Reggae-Version oder als instrumentale Orchesterversion gibt. Auf cover.info waren im Dezember 2021 rund 50 Versionen des Liedes gelistet (Stand 24. Dezember 2021). Zu den Coverversionen des Songs gehören unter anderem:
- 1977: Emerson, Lake and Palmer
- 1979: Claude François
- 1985: The Manchester Boy’s Choir
- 1986: Elaine Paige
- 1986: John Holt (Reggae-Version)
- 1986: The Swingles
- 1994: Dave Dee
- 1994: Pop du Monde Orchestra
- 1997: United Studio Orchestra
- 1998: Headliners (instrumental auf Panflöten)
- 2000: Jive Bunny & the Mastermixers (Medley)
- 2003: The Bachelors
- 2008: Sarah Brightman
- 2008: U2
- 2008: Connie Talbot (?)
- 2010: King Brillo (Reggae-Version)
- 2011: Joe McElderry
- 2011: The Grip Weeds
- 2012: Toyah
- 2013: Susan Boyle
- 2014: Gregorian
- 2014: Mark Kozelek
- 2014: Hannah Peel
- 2015: Sebastian Krumbiegel & Tobias Künzel
- 2015: Tony Hadley
- 2017: IQ
- 2017: Liane Carroll
- 2018: Curxes
- 2018: Manticore
- 2018: The Fizz
- 2019: Martin Turner
- 2019: Robbie Williams
- 2020: The City Of Prague Philharmonic Orchestra & Crouch End Festival Chorus
- 2021: Gary Barlow
- 2021: Jamie Cullum
- 2021: Maggie Reilly
- 2021: Weeping Willows
- 2023: Marillion

## Belege
1. ↑  Andy Bennett: Never Mind the B…, Here's Three Minutes of Prog: Rethinking Punk's Impact on Progressive Rock in Britain During the Late 1970s. In: Chris Anderton, Martin James (Hrsg.): Media Narratives in Popular Music. Bloomsbury Publishing, 2021, ISBN 978-1-5013-5729-9, S. 131.
2. ↑  
Greg Lake – I Believe in Father Christmas bei Discogs; abgerufen am 18. Dezember 2021.
3. 1 2 3 4 5 6 7  Garry Mulholland: The making of ... I Believe In Father Christmas by Greg Lake. In: Uncut. Januar 2011, S. 28–30 (uncut.co.uk).
4. ↑  
Emerson, Lake and Palmer – Works (Volume 2) bei Discogs; abgerufen am 18. Dezember 2021.
5. 1 2 3 4  
Greg Lake – I Believe in Father Christmas, Songtext auf songtexte.com; abgerufen am 18. Dezember 2021.
6. ↑  Daniel Blythe: I hate Christmas : a manifesto for the modern-day Scrooge. Allison & Busby, London 2010, ISBN 978-0-7490-0967-0.
7. ↑  Ben Lawrence: Christmas songs advent calendar: Day 7. Greg Lake - I Believe in Father Christmas. In: telegraph.co.uk. 7. Dezember 2012, abgerufen am 19. Dezember 2021 (englisch).
8. ↑  David Weigel: The show that never ends : the rise and fall of prog rock. W. W. Norton & Company, New York 2017, ISBN 978-0-393-24226-3, S. 205 (eingeschränkte Vorschau in der Google-Buchsuche).
9. 1 2  Pete Tomsett: Fifty shades of Crimson. Robert Fripp and King Crimson. Guilford, Connecticut 2021, ISBN 978-1-4930-5102-1, S. 145 (eingeschränkte Vorschau in der Google-Buchsuche).
10. ↑  
Greg Lake – I Believe in Father Christmas. Abgerufen am 7. Oktober 2021.
11. ↑  
Greg Lake bei chartsurfer.de. Abgerufen am 18. Dezember 2021.
12. ↑  Chartquellen: UK US
13. 1 2  
Greg Lake – I Believe in Father Christmas, Coverversionen auf cover.info; abgerufen am 18. Dezember 2021.